# Pudong

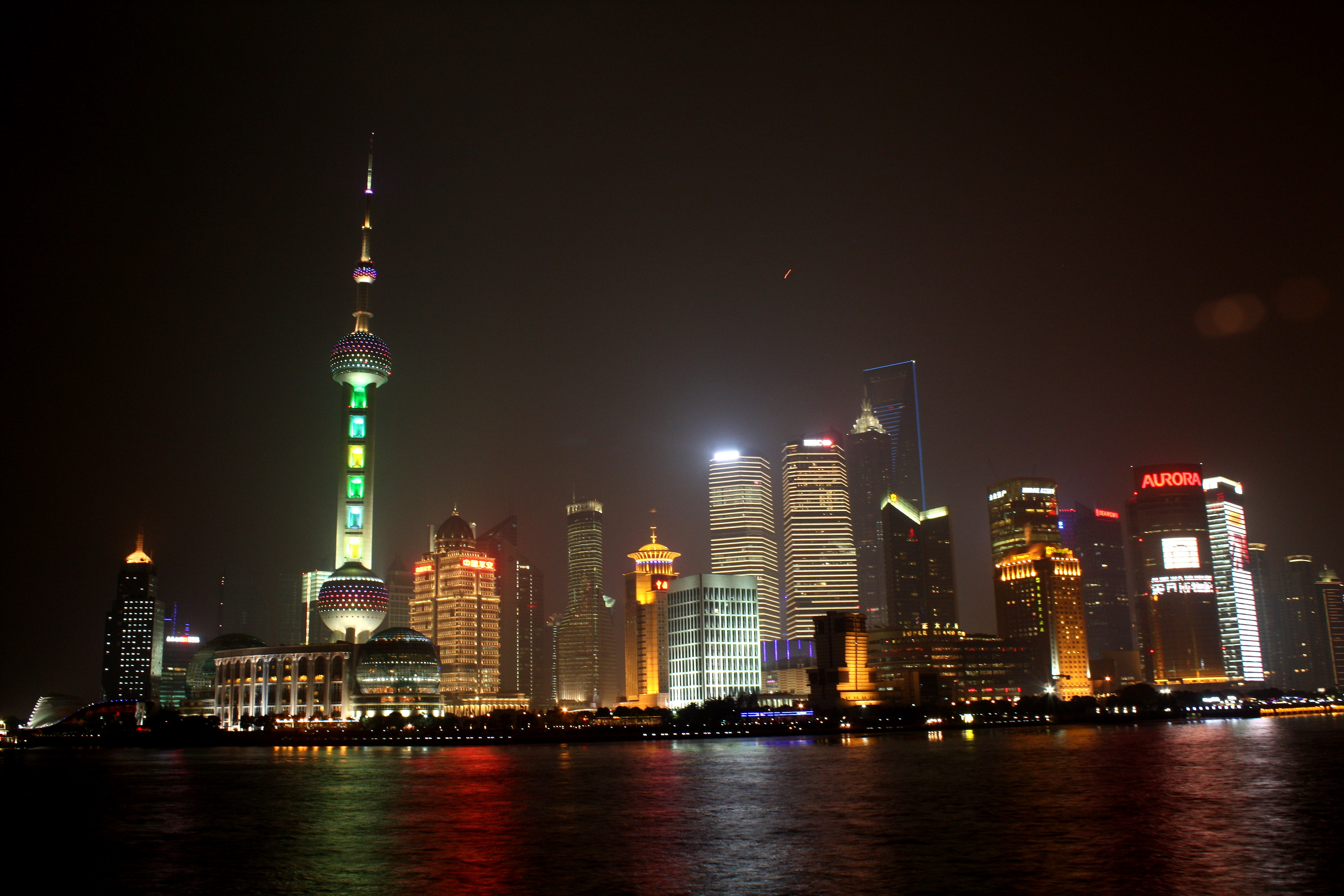
Pudong di notte

Pudong (浦东S, PǔdōngP, noto ufficialmente come Pudong New Area (浦东新区S, Pǔdōng Xīn QūP) è un distretto della città cinese di Shanghai.
Sta conoscendo, negli ultimi anni, una profonda revisione urbanistica che prevede nel suo master-plan la costruzione di altissimi grattacieli come espressione dello sviluppo economico cinese. Fra questi si possono elencare: la Jin Mao Tower (420,6 m con 88 piani), la torre della televisione di Shanghai chiamata "Perla d'oriente" (468 metri), lo Shanghai World Financial Center (492 m circa) finito nel 2008 ed attualmente il sesto grattacielo più alto del mondo e la Shanghai Tower (632 m), iniziata nel 2008 e aperta nel 2015, che è il secondo grattacielo più alto al mondo.
Il 16 giugno 2016 ha aperto a Pudong il parco di divertimenti Shanghai Disney Resort che è il primo parco di divertimenti Disney nella Cina continentale, il secondo Disneyland Resort in Cina e il terzo in Asia.
Pudong alla lettera significa ad est del fiume Huangpu.